# Жилберту (футболіст, 2001)
Жилберту (порт. Gilberto, нар. 10 березня 2001, Луанда) — ангольський футболіст, нападник клубу «Петру Атлетіку».

## Клубна кар'єра
У дорослому футболі дебютував 2019 року виступами за команду «Реал Самбіла», в якій провів один сезон. 
Своєю грою за цю команду привернув увагу представників тренерського штабу клубу «Рекреатіву ду Ліболу», до складу якого приєднався 2020 року. Відіграв за команду з Ліболу наступні два сезони своєї ігрової кар'єри.
До складу клубу «Петру Атлетіку» приєднався 2022 року. Станом на 27 січня 2024 року відіграв за команду з Луанди 29 матчів в національному чемпіонаті.

## Виступи за збірну
У 2022 році дебютував в офіційних матчах у складі національної збірної Анголи.
У складі збірної був учасником Кубка африканських націй 2023 року у Кот-д'Івуарі.
| Дата       | Місто    | Господарі  | Результат | Гості        | Турнір                                     | Голи | Примітки |
| ---------- | -------- | ---------- | --------- | ------------ | ------------------------------------------ | ---- | -------- |
| 28-8-2022  | Луанда   | Ангола     | 2 – 0     | ПАР          | Чемпіонат африканських націй 2022 - кв.    | -    | 90'      |
| 4-9-2022   | Совето   | ПАР        | 1 – 4     | Ангола       | Чемпіонат африканських націй 2022 - кв.    | 1    | 80'      |
| 17-11-2022 | Совето   | Ангола     | 2 – 0     | Ботсвана     | товариський матч                           | -    |          |
| 20-11-2022 | Мбомбела | ПАР        | 1 – 1     | Ангола       | товариський матч                           | -    | 63'      |
| 16-1-2023  | Оран     | Малі       | 3 – 3     | Ангола       | Чемпіонат африканських націй 2022          | 1    |          |
| 20-1-2023  | Оран     | Ангола     | 0 – 0     | Мавританія   | Чемпіонат африканських націй 2022          | -    | 28'      |
| 27-3-2023  | Луанда   | ДР Конго   | 1 – 1     | Гана         | Відбір до Кубка африканських націй 2023    | -    | 86'      |
| 7-9-2023   | Лубанго  | ДР Конго   | 0 – 0     | Мадагаскар   | Відбір до Кубка африканських націй 2023    | -    | 46'      |
| 21-11-2023 | Сен-П'єр | Маврикій   | 0 – 0     | Ангола       | Відбір до ЧС 2026                          | -    | 61'      |
| 20-1-2024  | Буаке    | Мавританія | 2 – 3     | Ангола       | Кубок африканських націй 2023 - 1-й етап   | 1    | 78'      |
| 23-1-2024  | Ямусукро | Ангола     | 2 – 0     | Буркіна-Фасо | Кубок африканських націй 2023 - 1-й етап   | -    | 58'      |
| 27-1-2024  | Буаке    | Ангола     | 3 – 0     | Намібія      | Кубок африканських націй 2023 - 1/8 фіналу | -    | 70'      |
| Усього     |          | Матчів     | 12        |              | Голів                                      | 3    |          |